# 法國航太SA330美洲獅直升機
法国宇航SA330美洲狮直升机，是一种四叶桨、双发的中型运输暨通用型直升机。SA330最早由法国南方飞机公司生产，后由法国宇航公司制造。SA330在罗马尼亚也以IAR 330的型号以许可证方式生产。SA330在商业上取得了成功，因而之后又生产了其改进型，如AS332超极美洲狮直升机、AS532美洲狮直升机。